# 村瀬敏夫
村瀬 敏夫（むらせ としお、1930年10月1日-　）は、日本の国文学者。東海大学名誉教授。
横浜市生まれ。1959年早稲田大学大学院国文学博士課程満期退学、79年「紀貫之伝の研究」で早稲田大学文学博士。東海大学講師、助教授、教授、96年定年退任、名誉教授。『古今和歌集』などが専門。

## 著書
- 『古今集の基盤と周辺』桜楓社 1971
- 『紀貫之伝の研究』桜楓社 1981
- 『紀貫之 宮廷歌人』日本の作家 新典社 1987
- 『平安朝歌人の研究』新典社研究叢書 1994

### 編・訳注
- 『土佐日記 現代語訳対照』訳注 旺文社文庫 1981
- 『土佐日記』編 翰林書房 日本文学コレクション 1994

## 論文
- Cinii

## 注
1. ↑  『現代日本人名録』